# El cuervo (película de 1935)

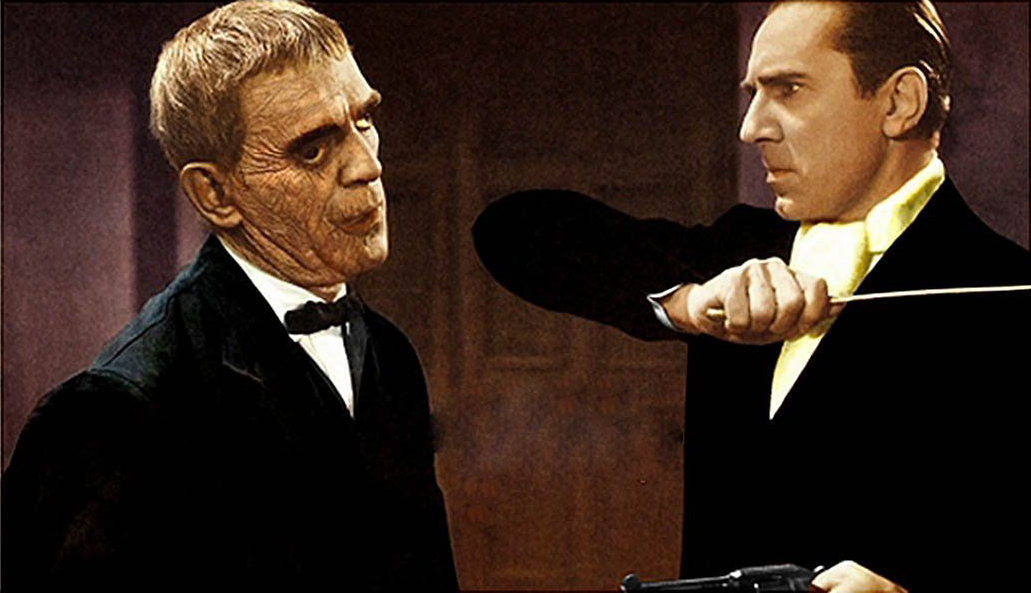
Boris Karloff y Bela Lugosi, en una fotografía coloreada promocional de un fotograma del film en blanco y negro.

El cuervo es una película de terror de 1935 lejanamente inspirada en el famoso poema de Edgar Allan Poe que fue dirigida por Lew Landers. El film vuelve a reunir a la dupla integrada por Béla Lugosi y Boris Karloff luego de The Black Cat (1934).

## Argumento
El doctor Vollin (Lugosi), un excelente, pero maniático neurólogo obsesionado con Poe, es convencido por un juez para volver a la práctica y salvar a su hija que sufrió un accidente automovilístico. Vollin logra curar totalmente a la joven, a quien ve como su "Lenore". El médico planea torturar y asesinar al novio y al padre de la chica, y así quedarse con ella; para ello utiliza a un asesino fugitivo (Karloff) que está huyendo desesperadamente de la policía.

## Reparto
| Actor            | Papel          |
| ---------------- | -------------- |
| Boris Karloff    | Edmund Bateman |
| Béla Lugosi      | Richard Vollin |
| Lester Matthews  | Jerry Halden   |
| Irene Ware       | Jean Thatcher  |
| Samuel S. Hinds  | Judge Thatcher |
| Spencer Charters | Bertram Grant  |
| Inez Courtney    | Mary Burns     |
| Ian Wolfe        | Geoffrey       |
| Maidel Turner    | Harriet Grant  |

## Recepción
La película perturbó a muchos de los espectadores de su época y muchos críticos de la actualidad coinciden en que presenta la mejor actuación de Lugosi fuera de Drácula. Lugosi tenía el papel principal, pero sin embargo fue Boris Karloff quien recibió el tratamiento de estrella, reflejado en las enormes letras del cartel publicitario: "KARLOFF". Es interesante notar que Universal Pictures utilizó tan sólo el apellido de Karloff mientras su carrera se hallaba en la cima.
Al ser demasiado fuerte para la audiencia de 1935, con su historia de tortura, desfiguraciones y venganzas espeluznantes, la recaudación del film no fue demasiado buena en el momento de su lanzamiento (algo muy similar a lo ocurrido con otra película de terror del mismo año: Las manos de Orlac de la MGM, con la actuación de Peter Lorre); esto llevó indirectamente a una temporaria prohibición de las películas de terror en Inglaterra.
El género ya no era viable en términos económicos y el terror pasó de moda. Esto demostró ser un golpe devastador para Lugosi, quien se encontró sin trabajo y luchando para poder mantener a su familia. Universal Pictures cambió de dueños en 1936, y la nueva gerencia estaba aún menos interesada en la novedad por lo macabro que podía apreciarse en taquilla.
Casi tres décadas más tarde, Karloff apareció en otra película del mismo nombre: la comedia El cuervo (1963) de Roger Corman, con Vincent Price y Peter Lorre. Fuera del título, ambos films no tienen similitudes.

## Publicidad
La campaña publicitaria de Universal se concentró en Karloff, a quien llamó «el extraordinario amo del maquillaje», y en la conexión con Poe, «¿Edgar Allan Poe estaba mentalmente perturbado?». La publicidad indicaba que los personajes de Poe «no eran sino un reflejo de sí mismo». Además, Universal sugirió a los dueños de los cines que escribieran cartas a los colegios y facultades para instar a que los profesores recomendaran la película a sus estudiantes.